# Crudia michelsonii
Crudia michelsonii är en ärtväxtart som beskrevs av J.Leonard. Crudia michelsonii ingår i släktet Crudia, och familjen ärtväxter. Inga underarter finns listade i Catalogue of Life.